# Julian Fischer
Julian Fischer (* 20. November 1991 in Bremen) ist ein deutscher Jazzmusiker (Gitarrist, Komposition).

## Leben und Wirken
Fischer hielt mit acht Jahren zum ersten Mal eine Gitarre in den Händen. Er erhielt klassischen Gitarrenunterricht und nahm schon früh erfolgreich an Wettbewerben wie Jugend musiziert teil, bis im Alter von 14 Jahren sein Interesse an Jazzmusik geweckt wurde. 2011 war er Stipendiat des Berklee College of Music in Massachusetts. 2012 veröffentlichte er seine Debüt-CD Stay (Berthold Records) mit Dirk Piezunka, Peter Schwebs und Ralf Jackowski.
Fischer tritt regelmäßig im Duo mit dem Trompeter Uli Beckerhoff sowie in dessen aktuellem Quartett mit Richard Brenner, Moritz Götzen und Niklas Walter auf. 2019 erschien das Album Diversity (Dot Time Records) des Quartetts. Außerdem arbeitet er im Duo-Projekt Doglance mit dem Schlagzeuger Nathan Ott, im Trio SA.F.T. mit Reza Askari und Oliver Spanuth, sowie unter anderem mit Christophe Schweizer, Riccardo del Fra, Tilman Oberbeck und Gabriel Coburger zusammen.